# The Devil’s Notebook
The Devil’s Notebook – książka autorstwa Antona Szandora Laveya. Wydawnictwo ukazało się w 1992 roku nakładem Feral House (ISBN 0-922915-11-3). Lavey w Pamiętniku Diabła porusza takie zagadnienia  jak nazizm, terroryzm, kanibalizm czy nonkonformizm.